# ایری-سو-لا-لیس
ایری-سو-لا-لیس (به فرانسوی: Aire-sur-la-Lys) یک کمون در فرانسه است که در پا-دو-کاله واقع شده‌است.

## خصوصیات
ایری-سو-لا-لیس ۳۳٫۳۸ کیلومترمربع مساحت و ۹٬۷۸۵ نفر جمعیت دارد و ۲۲ متر بالاتر از سطح دریا واقع شده‌است.